# Жагупова, Фатима Исмаиловна
Фатима Исмаиловна Жагупова (1 января 1986, с. Шалушка, Чегемский район, Кабардино-Балкария, РСФСР, СССР — 4 августа 2019, Севастополь, Крым) — российская спортсменка-боксёр, кикбоксер.

## Биография
Фатима Жагупова родилась 1 января 1986 года в селе Шалушка Чегемского района Кабардино-Балкарской АССР.
Проживала в Москве, работала тренером, преподавала дисциплины: бокс, самооборона, кикбоксинг, тайский бокс.
Погибла 4 августа 2019 года в Севастополе во время шторма, пытаясь оказать помощь тонущей подруге Элине Гисмеевой.

## Спортивные достижения
Многократная чемпионка мира, обладательница Кубка Мира, чемпионка Европы и многократная чемпионка России по кикбоксингу. Мастер спорта России международного класса по кикбоксингу (2015 год). В 2015 году признана лучшей женщиной-бойцом Чемпионата мира раздела К-1.